# Hamataliwa albibarbis
Hamataliwa albibarbis là một loài nhện trong họ Oxyopidae.
Loài này thuộc chi Hamataliwa. Hamataliwa albibarbis được Cândido Firmino de Mello-Leitão miêu tả năm 1947.